# Tånghultasjön
Tånghultasjön är en sjö i Gislaveds kommun i Småland och ingår i Lagans huvudavrinningsområde. Sjöns area är 0,04 kvadratkilometer och den befinner sig 160 meter över havet.